# Lichte
Lichte település Németországban, azon belül Türingiában. Lakosainak száma 1526 fő (2017. december 31.). Lichte Gräfenthal és Piesau községekkel határos.

## Népesség
A település népességének változása:

| 2017 | 1 526 |